# Nižné Ružbachy (przystanek kolejowy)
Nižné Ružbachy – przystanek osobowy w miejscowości Drużbaki Niżne (słow. Nižné Ružbachy) w powiecie Lubowla, w kraju preszowskim, na Słowacji. Znajduje się na uboczu wsi przy wylocie Ružbašský'ego tunelu.
Na przystanku znajduje się niszczejący, zamknięty budynek stacyjny z zamieszkałym blokiem mieszkalnym. Peron oświetlony. Zadaszenie przy budynku, brak wiat przystankowych. Przy budynku znajduje się asfaltowy plac.